# Konstantin Podopaguros
Konstantin Podopaguros (mittelgriechisch Κωνσταντῖνος Ποδοπάγουρος; † 25. August 766 in Konstantinopel) war ein byzantinischer Aristokrat und Verschwörer gegen Kaiser Konstantin V. Der Beiname Podopaguros bedeutet „Krabbenfuß“.
Der Patrikios und Logothet des Dromos Konstantin führte im Jahr 766 zusammen mit seinem Bruder Strategios eine groß angelegte Verschwörung gegen Kaiser Konstantin V. an, an der laut Theophanes insgesamt 19 hohe Würdenträger beteiligt waren, darunter mehrere Themenstrategen. Dem Kaiser gelang es jedoch, die Revolte noch im Keim zu ersticken. Am 25. August 766 ließ Konstantin V. die Verschwörer im Hippodrom vorführen. Konstantin und sein Bruder wurden enthauptet, die übrigen geblendet und verbannt.
Theophanes behauptet, die Steinigung des Eremiten Stephanos vom Auxentiosberg im Jahr 765, während des Höhepunktes der Krisenzeit zwischen Konstantin V. und einem Teil des Mönchtums, sei der Auslöser für die Verschwörung gewesen. Die Forschung geht heute jedoch davon aus, dass das Ereignis einen anderen politischen Hintergrund hatte und erst nachträglich in Zusammenhang mit dem Bilderstreit gebracht wurde.